# Bleda notatus
El bulbul manchado (Bleda notatus) es una especie de ave paseriforme de la familia Pycnonotidae propia de África central.

## Taxonomía
El bulbul manchado fue descrito científicamente por el ornitólogo estadounidense John Cassin en 1856, como Trichophorus notatus. Posteriormente fue considerado una especie del bulbul coliverde (Bleda eximius).
Se reconocen dos subespecies:
- B. n. notatus - (Cassin, 1856): se encuentra desde Nigeria hasta la República Centroafricana, República del Congo y Bioko;
- B. n. ugandae - Victor Van Someren, 1915: se extiende desde la República Democrática del Congo hasta el suroeste de Sudán del Sur y Uganda.